# Hawara
Hawara (tiếng Ả Rập: هوارة) là một di chỉ khảo cổ ở Ai Cập nằm ở phía nam thành phố Faiyum. Nơi đây nổi tiếng với những bức chân dung còn sót lại được vẽ từ thời cổ đại Hy-La, được gọi là "Chân dung xác ướp Fayum"; và kim tự tháp của một nhà cai trị Ai Cập cổ đại, pharaon Amenemhat III thuộc Vương triều thứ 12.

## Lịch sử khảo cổ
Cuộc khai quật đầu tiên được thực hiện bởi đoàn khảo cổ của Karl Lepsius vào năm 1843. Vào năm 1888, Flinders Petrie đã tái khảo sát nơi này, với mục đích là tìm kiếm những cuộn giấy cói thuộc thế kỷ 1 và 2 SCN, và ông đã phát hiện rất nhiều bức vẽ chân dung trên các cỗ quan tài thuộc thời kỳ La Mã, gọi là "Chân dung xác ướp Fayum".
Cũng trong năm 1843, Lepisus đã bước vào bên trong kim tự tháp của Amenemhat III, tiếp sau đó là Luigi Vassalli vào năm 1883. Năm 1889, Petrie cùng với G. A. Wainwright và Ernest Mackay mới chính thức khai quật kim tự tháp này. Mất khá nhiều thời gian thì họ mới đến được căn phòng chôn cất.

## Kim tự tháp Hawara

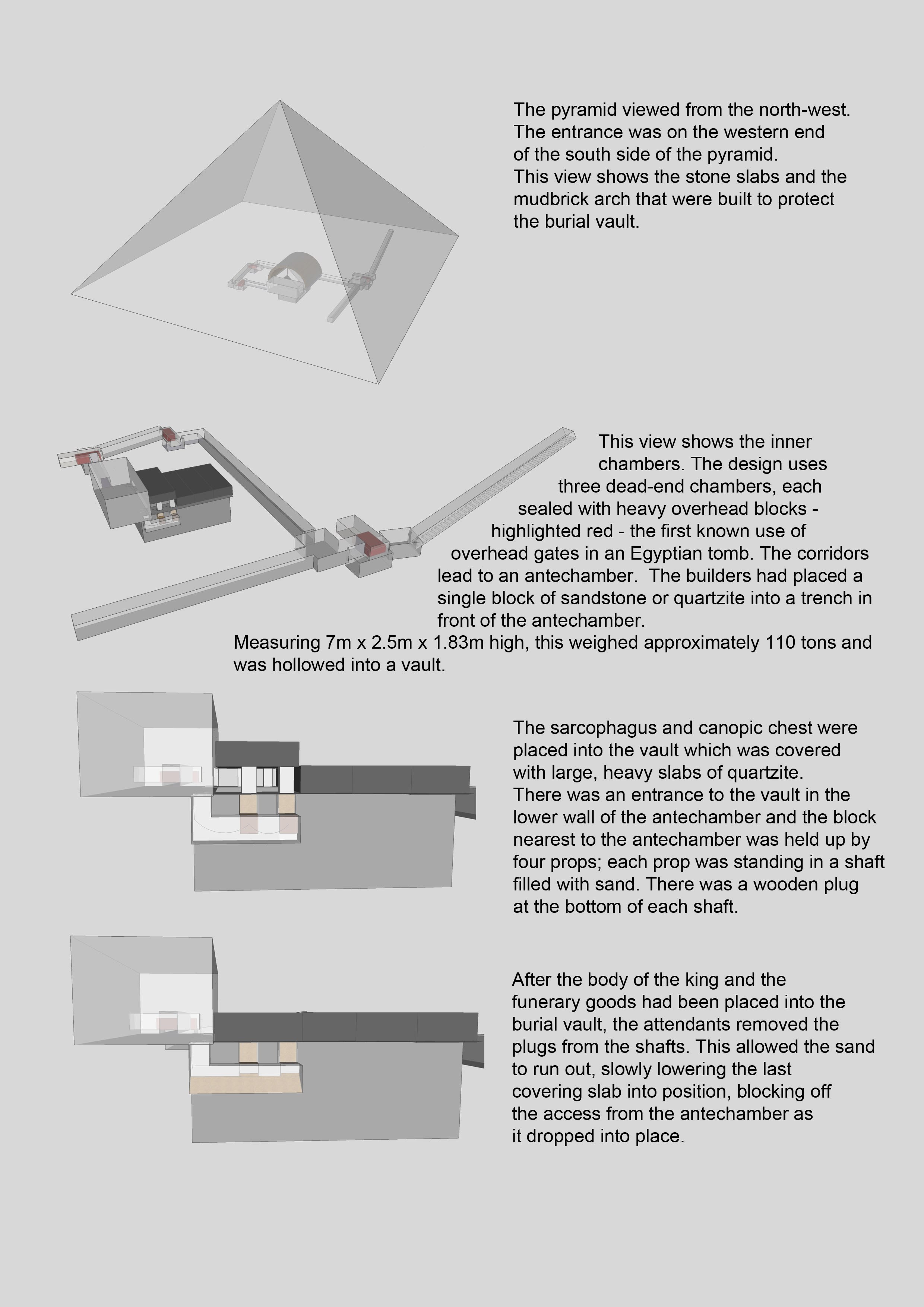
Sơ đồ miêu tả kim tự tháp của vua Amenemhet III

Amenemhat III đã cho xây dựng Kim tự tháp Đen, kim tự tháp đầu tiên của ông, tại nghĩa trang hoàng gia Dahshur. Tuy nhiên, khi vừa mới được hoàn công thì kim tự tháp này đã nhanh chóng bị hư hại, sức nặng của chính kim tự tháp đã làm nó lún xuống mặt đất hơn 7 cm. Mất 15 năm trời xây dựng, kim tự tháp Đen đã bị bỏ phế. Amenemhat sau đó đã cho xây một phức hợp kim tự tháp thứ 2 tại Hawara và có thể đã đặt tên cho nó là "Cuộc sống của Amenemhat".
Có một con đường đắp cao nối với tường bao nằm ở góc tây nam của phức hợp, được cho là dẫn đến một ngôi đền thung lũng. Tuy nhiên, cả đường đắp và đền thung lũng chưa thực sự được biết đến vì chúng không được nghiên cứu kỹ lưỡng. Tường bao của kim tự tháp Amenemhat III được cho là rộng lớn nhất trong số các kim tự tháp thời kỳ Trung vương quốc.
Petrie đã phát hiện một khu phức hợp đền thờ rộng lớn được liên kết với kim tự tháp, được gọi là "mê cung" bởi vì cấu trúc khá phức tạp của nó. Phức hợp này đã được mô tả khá nhiều bởi các sử gia Hy Lạp như Herodotos, Strabo và Diodorus Siculus. Tiếc rằng, phức hợp này đã bị hủy hoại hoàn toàn, giờ đây chỉ còn là biển cát và những mảng đá vôi vỡ vụn. Nguyên vật liệu của nó đã bị khai thác dưới thời kỳ người La Mã cai trị Ai Cập. Toàn bộ khu phức hợp đền thờ này rộng 28.000 m², bao gồm rất nhiều hành lang, phòng ốc, cổng vào, khoảng sân và đại sảnh chứa các cột đỡ. Tất cả những gì Petrie tìm được là những bức tượng của thần Sobek và Hathor, ngoài ra còn một bức tượng của vua Amenemhat cũng được tìm thấy ở gần con kênh đào bên trong đền.

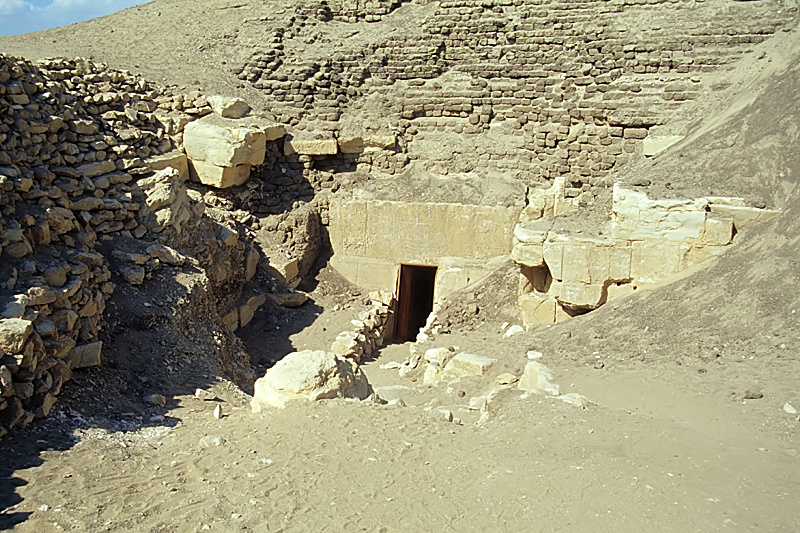
Lối vào kim tự tháp

Kim tự tháp được xây dựng theo phong cách của Vương triều thứ 12, với lõi bằng gạch bùn và phủ một lớp đá vôi trắng bên ngoài. Lối vào của kim tự tháp nằm ở phía nam, lệch nhiều về phía tây. Hành lang đầu tiên dẫn xuống một căn phòng nhỏ, đi thẳng tiếp về phía bắc là đến một ngõ cụt. Tuy nhiên, có một hành lang thứ hai nằm trên trần của căn phòng nhỏ ban nãy, bị chặn bởi một cửa đá thạch anh, dẫn tiếp tới một căn phòng thứ hai. Từ căn phòng này, 2 hành lang khác được chia ra, dẫn về 2 hướng đông và bắc. Hành lang bắc dẫn đến một ngõ cụt, được lấp đầy gạch bùn; hành lang đông có một cửa gỗ, sau khi đi qua 2 lần cửa chặn với 2 lần rẽ trái, sẽ tới căn phòng ngoài thông với phòng chôn cất.
Rút kinh nghiệm từ sai lầm ở Kim tự tháp Đen, các kiến trúc sư đã cho giảm bớt số lượng các phòng phụ và hành lang. Căn phòng chôn cất được làm từ thạch anh nguyên khối nặng hơn 100 tấn. Sau đó các công nhân đã hạ nó xuống một căn phòng vừa khít với nó. Họ cho đục một cái hốc để đặt cỗ quan tài bằng gỗ và hai cái hốc khác để đặt hai cái rương đựng bình nội tạng của nhà vua. Trần phòng được xây theo hình mái nhọn bằng đá vôi, bên trên là một mái cong nữa bằng gạch bùn. Cho dù được xây dựng kỹ lưỡng và kiên cố, những tên trộm vẫn đột nhập được vào bên trong hầm mộ và đã đốt cháy một cái quan tài gỗ của vua.

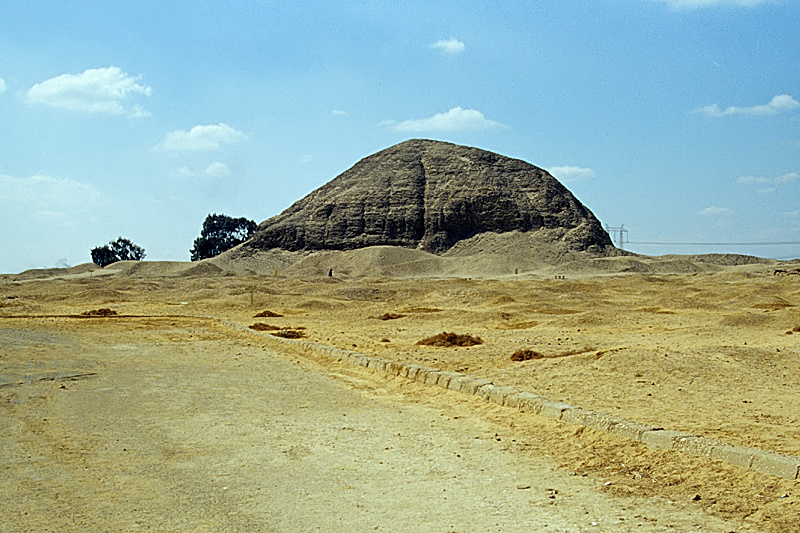
Mặt đông của kim tự tháp

Tuy nhiên ở phòng ngoài, Petrie đã tìm được một số vật dụng, bao gồm: một cái tô mang hình dáng con vịt, một cỗ quan tài gỗ thứ hai còn sót lại và bệ thờ thạch cao có mang tên của công chúa Neferuptah, một người con gái của Amenemhat III. Chính vì vậy mà Neferuptah được cho là hợp táng chung với cha mình, nhưng đến năm 1956, Naguib Farag đã tìm được ngôi mộ kim tự tháp bị phá hủy của công chúa ở cách kim tự tháp Amenemhat 2 km về phía đông nam.
Lối vào của kim tự tháp ngày nay đã bị ngập tới độ sâu 6 mét do nước từ kênh đào Bahr Yussef đổ vào.

## Chân dung xác ướp Fayum
Đây là những bức tranh mô tả chân dung của người đã khuất, có niên đại từ thời kỳ Đế quốc La Mã cai trị Ai Cập. Chúng được vẽ trên những tấm vải liệm phủ trên thi hài hay những tấm ván gỗ, mà ngày nay đều được lấy ra khỏi xác ướp của chủ nhân. Có hơn 900 bức chân dung được tìm thấy, đa phần đến từ Faiyum, được cất giữ trong các bảo tàng Ai Cập trên thế giới. Những bức tranh này được bảo quản khá tốt, màu sơn của chúng vẫn không bị phai mờ theo tháng năm.
- Chân dung của một phụ nữ trẻ tuổi (Bảo tàng Louvre)
- Chân dung một nam thanh niên (Bảo tàng Metropolitan)
- Chân dung của một cậu bé (Bảo tàng Metropolitan)
- Chân dung của một nữ quý tộc (Bảo tàng Quốc gia Scotland)